# Waiting for the Summer
«Waiting for the Summer» es el primer sencillo del cuarto álbum de Delirious? Audio Lessonover?, en el cual es la primera canción. El sencillo alcanzó el puesto #26 en la lista oficial de sencillos del Reino Unido siendo el quinto sencillo de la banda en estar dentro del Top 40 del mercado principal.

## Historia
El 7 de marzo de 2001, Martin Smith concedió una entrevista a la cadena radial Cross Rhythms, comentando:

«La canción surgió cuando estábamos viajando rumbo a la lluviosa Brighton, y nos quedamos atrapados en el tráfico cotidiano. Cuando íbamos llegando finalmente a la ciudad a paso de tortuga, y mientras veíamos a la gente esperando el autobús, pensamos en escribir una canción sobre esperar el verano, ya que decíamos mutuamente: No puedo esperar hasta el verano para estar con mi esposa, riendo y disfrutando».

El 31 de marzo Furious Records? distribuyó varios flyers sobre la actualidad musical de la banda. En el volante se anunciaba el lanzamiento de Waiting for the Summer para comienzos del mes de junio, y describieron el tema como: 

«Un masaje al alma de 3 minutos. Delirious? ha tomado el estilo rock/pop del álbum anterior y lo ha dejado fluir con mezcla y refinación, re-definiendo la esencia de una gran canción».

Poco después las principales revistas británicas, incluyendo NME y el Q Magazine, publicaron en sus respectivas páginas publicidad sobre el sencillo. El 12 de mayo, la banda es invitada a tocar la canción en el show televisivo de la BBC Live & Kicking.
Una semana después, la banda es entrevistada en la BBC Radio 1, donde interpretaron la canción en un set acústico. Dos días después son invitados nuevamente a Live & Kicking, donde son partícipes de las actividades del programa. Sin embargo, y a pesar de haber sido también entrevistados en el Pepsi Chart Show, toda la promoción televisiva no fue suficiente para llamar la atención de las principales estaciones de radio, quienes una vez más se fijaban más en la fe de la banda que en su música.

## Lista de canciones

### CD 1
1. «Waiting for the Summer»
2. «Show Me Heaven»
3. «Waiting for the Summer» (Stu garage re:mix)

### CD 2
1. «Waiting for the Summer» (Full length)
2. «Waiting for the Summer» (The dba mix)
3. «Waiting for the Summer» (Video)

## Posicionamiento
| Listas (2001)    | Posición |
| ---------------- | -------- |
| UK Singles Chart | 26       |
| Cross Rhythms    | 51       |